# Piece of My Heart
Piece of My Heart is een nummer van de Amerikaanse zangeres Erma Franklin uit 1969.
"Piece of My Heart" bereikte een bescheiden 62e positie in de Amerikaanse Billboard Hot 100. Aanvankelijk, in 1969, kwam de plaat in Nederland niet verder dan een 14e positie in de Tipparade. Toen het nummer in 1992 in een reclame voor Levi's werd gebruikt, zorgde dat voor een heropleving en bereikte het ook in een aantal Europese landen de hitlijsten. Ook in de Nederlandse Top 40, waar ditmaal de 11e positie gehaald werd.
Het nummer werd gecoverd in een ander arrangement door Janis Joplin, de Britse soulzangeressen Beverley Knight en Dusty Springfield en was de basis voor een plaat van Shaggy.